# Kota
Kota é uma cidade do estado do Rajastão, na Índia. Localiza-se nas margens do rio Chambal e é cercada por uma enorme muralha. Tem cerca de 747 mil habitantes. Tem origem num povoado do século XII.